# Gunnar Dahlner
Gunnar Johannes Dahlner (Munka-Ljungby, 1903. március 15. – Malmö, 1966. május 5.) svéd nemzetközi labdarúgó-játékvezető.

## Pályafutása

### Nemzeti játékvezetés
Az I. Liga játékvezetőjeként 1950-ben vonult vissza.

### Nemzetközi játékvezetés
A Francia labdarúgó-szövetség Játékvezető Bizottsága (JB) terjesztette fel nemzetközi játékvezetőnek, a Nemzetközi Labdarúgó-szövetség (FIFA) 1946-tól tartotta nyilván bírói keretében. Több nemzetek közötti válogatott és klubmérkőzést vezetett, vagy működő társának partbíróként segített.  Az aktív nemzetközi játékvezetéstől 1950-ben búcsúzott. Válogatott mérkőzéseinek száma: 4.

#### Labdarúgó-világbajnokság
A világbajnoki döntőhöz vezető úton Brazíliába a IV., az 1950-es labdarúgó-világbajnokságra a FIFA JB kettő csoportmérkőzésen alkalmazta partbíróként. Partbírói mérkőzéseinek száma világbajnokságon: 2 (partbíró).

##### 1950-es labdarúgó-világbajnokság

###### Világbajnoki mérkőzés
| Időpont          | Helyszín                         | Mérkőzés típusa              | Mérkőzés     | Játékvezető        | Eredmény | Nézők száma |
| ---------------- | -------------------------------- | ---------------------------- | ------------ | ------------------ | -------- | ----------- |
| 1950. július 2.  | Eucaliptos Stadion, Porto Alegre | csoportmérkőzés (1. csoport) | Mexikó–Svájc | Ivan Eklind        | 1 : 2    | 3 500       |
| 1950. június 25. | Maracanã Stadion, Rio de Janeiro | csoportmérkőzés (2. csoport) | Anglia–Chile | Karel van der Meer | 2 : 0    | 30 000      |

#### Olimpiai játékok
Az 1948. évi nyári olimpiai játékok labdarúgó tornáját, ahol a FIFA JB bírói szolgálatra alkalmazta. A kor elvárása szerint az egyes számú partbíró játékvezetői sérülésnél átvette a mérkőzés vezetését. Partbíróként egy mérkőzésre, 2. pozícióban kapott küldést.
| Időpont          | Helyszín                  | Mérkőzés típusa        | Mérkőzés            | Eredmény | Nézők száma |
| ---------------- | ------------------------- | ---------------------- | ------------------- | -------- | ----------- |
| 1948. július 31. | Lynn Road Stadion, Ilford | selejtező (1. forduló) | Franciaország–India | 2 : 1    | 17 000      |

#### Skandináv Bajnokság
Nordic Championships/Északi Kupa labdarúgó tornát Dánia kezdeményezésére az első világháború után, 1919-től a válogatott rendszeres játékhoz jutásának elősegítésére rendezték a Norvégia, Dánia, Svédország részvételével. 1929-től a Finnország is csatlakozott a résztvevőkhöz. 1983-ban befejeződött a sportverseny.
| Időpont          | Helyszín                       | Mérkőzés típusa | Mérkőzés       | Eredmény | Nézők száma |
| ---------------- | ------------------------------ | --------------- | -------------- | -------- | ----------- |
| 1948. június 12. | Idrætspark Stadion, Koppenhága | csoportmérkőzés | Dánia–Norvégia | 1 – 2    | 38 000      |

#### A magyar labdarúgó-válogatott mérkőzései (1902–1929)
Ekkor kezdődött a magyar labdarúgás páratlan veretlenségi korszaka!
| Időpont         | Helyszín                   | Mérkőzés típusa              | Mérkőzés              | Eredmény | Nézők száma |
| --------------- | -------------------------- | ---------------------------- | --------------------- | -------- | ----------- |
| 1950. május 14. | Ernst Happel Stadion, Bécs | 273. mérkőzés (felkészülési) | Ausztria–Magyarország | 5 : 3    | 65 000      |